# Copa Mundial de Triatlón de 2012
La Copa Mundial de Triatlón de 2012 es una serie de carreras de triatlón organizadas por la Unión Internacional de Triatlón para triatletas de élite que se competirán en 2012. Nueve carreras fueron anunciadas como parte de la serie de la Copa Mundial. En cada carrera la distancia es olímpica: 1500 m natación (en aguas abiertas), 40km de ciclismo en ruta (en un circuito urbano) y 10 km de carrera a pie. Dependiendo de la posición final de cada triatleta a éstos se les otorga unos puntos que cuentan para el ranking del Campeonato Mundial de Triatlón de 2012.

## Eventos
| Fecha            | Ciudad       | País          |
| ---------------- | ------------ | ------------- |
| 24 y 25 de marzo | Mooloolaba   | Australia     |
| 22 de abril      | Ishigaki     | Japón         |
| 6 de mayo        | Huataluco    | México        |
| 17 de junio      | Bañolas      | España        |
| 6 y 8 de julio   | Edmonton     | Canadá        |
| 14 y 15 de julio | Tiszaujvaros | Hungría       |
| 9 de septiembre  | Guatape      | Colombia      |
| 22 de septiembre | Tongyeong    | Corea del Sur |
| 7 de octubre     | Cancún       | México        |

## Resultados

### Mooloolaba
| Puesto | Masculino       | Masculino            | Masculino | Femenino      | Femenino                 | Femenino |
| Puesto | Nombre          | País                 | Tiempo    | Nombre        | País                     | Tiempo   |
| ------ | --------------- | -------------------- | --------- | ------------- | ------------------------ | -------- |
|        | Laurent Vidal   | Bandera de Francia   | 1:53:22   | Erin Densham  | Bandera de Australia     | 2:03:32  |
|        | Brad Kahlefeldt | Bandera de Australia | m.t.      | Nicola Spirig | Bandera de Suiza         | 2:04:24  |
|        | David Hauss     | Bandera de Francia   | m.t.      | Andrea Hewitt | Bandera de Nueva Zelanda | 2:04:31  |

### Ishigaki
| Puesto | Masculino              | Masculino            | Masculino | Femenino          | Femenino           | Femenino |
| Puesto | Nombre                 | País                 | Tiempo    | Nombre            | País               | Tiempo   |
| ------ | ---------------------- | -------------------- | --------- | ----------------- | ------------------ | -------- |
|        | David Hauss            | Bandera de Francia   | 1:50:06   | Kathy Tremblay    | Bandera de Canadá  | 2:05:38  |
|        | Davide Uccellari       | Bandera de Italia    | 1:50:10   | Aileen Morrison   | Bandera de Irlanda | 2:05:58  |
|        | Gonzalo Raúl Tellechea | Bandera de Argentina | 1:50:19   | Sarah-Anne Brault | Bandera de Canadá  | 2:06:03  |

### Huataluco
| Puesto | Masculino       | Masculino                | Masculino | Femenino        | Femenino            | Femenino |
| Puesto | Nombre          | País                     | Tiempo    | Nombre          | País                | Tiempo   |
| ------ | --------------- | ------------------------ | --------- | --------------- | ------------------- | -------- |
|        | Simon De Cuyper | Bandera de Bélgica       | 2:02:34   | Flora Duffy     | Bandera de Bermudas | 2:13:17  |
|        | Ryan Sissons    | Bandera de Nueva Zelanda | 2:02:50   | Pamela Oliveira | Bandera de Brasil   | 2:13:47  |
|        | Danylo Sapunov  | Bandera de Ucrania       | 2:02:54   | Claudia Rivas   | Bandera de México   | 2:13:53  |

### Bañolas
| Puesto | Masculino         | Masculino                 | Masculino | Femenino        | Femenino                  | Femenino |
| Puesto | Nombre            | País                      | Tiempo    | Nombre          | País                      | Tiempo   |
| ------ | ----------------- | ------------------------- | --------- | --------------- | ------------------------- | -------- |
|        | Lucas Verzbicas   | Bandera de Estados Unidos | 1:47:28   | Gwen Jorgensen  | Bandera de Estados Unidos | 1:59:39  |
|        | Laurent Vidal     | Bandera de Francia        | 1:47:45   | Erin Densham    | Bandera de Australia      | 1:59:55  |
|        | Dmitry Polyanskiy | Bandera de Rusia          | 1:47:28   | Ashleigh Gentle | Bandera de Australia      | 2:00:02  |

### Edmonton
| Puesto | Masculino        | Masculino                 | Masculino | Femenino          | Femenino            | Femenino |
| Puesto | Nombre           | País                      | Tiempo    | Nombre            | País                | Tiempo   |
| ------ | ---------------- | ------------------------- | --------- | ----------------- | ------------------- | -------- |
|        | Kyle Jones       | Bandera de Canadá         | 0:57:33   | Lauren Campbell   | Bandera de Canadá   | 1:04:42  |
|        | Alexander Hinton | Bandera de Canadá         | 0:57:36   | Sarah-Anne Brault | Bandera de Canadá   | 1:04:52  |
|        | Jarrod Shoemaker | Bandera de Estados Unidos | 0:57:41   | Flora Duffy       | Bandera de Bermudas | 1:04:56  |

### Tiszaujvaros
| Puesto | Masculino        | Masculino          | Masculino | Femenino           | Femenino                    | Femenino |
| Puesto | Nombre           | País               | Tiempo    | Nombre             | País                        | Tiempo   |
| ------ | ---------------- | ------------------ | --------- | ------------------ | --------------------------- | -------- |
|        | Pierre Le Corre  | Bandera de Francia | 0:51:54   | Ashleigh Gentle    | Bandera de Australia        | 0:58:39  |
|        | Aurélien Raphael | Bandera de Francia | 0:52:05   | Maaike Caelers     | Bandera de los Países Bajos | 0:58:43  |
|        | Anthony Pujades  | Bandera de Francia | 0:52:10   | Annamaria Mazzetti | Bandera de Italia           | 0:59:19  |

### Guatapé
| Puesto | Masculino         | Masculino                 | Masculino | Femenino       | Femenino                | Femenino |
| Puesto | Nombre            | País                      | Tiempo    | Nombre         | País                    | Tiempo   |
| ------ | ----------------- | ------------------------- | --------- | -------------- | ----------------------- | -------- |
|        | Crisanto Grajales | Bandera de México         | 2:02:14   | Jodie Stimpson | Bandera del Reino Unido | 2:12:21  |
|        | Sergio Sarmiento  | Bandera de México         | 2:02:23   | Maria Czesnik  | Bandera de Polonia      | 2:17:15  |
|        | Manuel Huerta     | Bandera de Estados Unidos | 2:02:24   | Paola Diaz     | Bandera de México       | 2:20:42  |

### Tongyeong
| Puesto | Masculino         | Masculino          | Masculino | Femenino      | Femenino                 | Femenino |
| Puesto | Nombre            | País               | Tiempo    | Nombre        | País                     | Tiempo   |
| ------ | ----------------- | ------------------ | --------- | ------------- | ------------------------ | -------- |
|        | Dmitry Polyanskiy | Bandera de Polonia | 1:48:39   | Nicky Samuels | Bandera de Nueva Zelanda | 2:01:51  |
|        | Marek Jaskolka    | Bandera de Polonia | 1:49:06   | Maria Czesnik | Bandera de Polonia       | 2:02:00  |
|        | Igor Polyanskiy   | Bandera de Rusia   | 1:49:22   | Yuka Sato     | Bandera de Japón         | 2:02:03  |

### Cancún
| Puesto | Masculino         | Masculino          | Masculino | Femenino       | Femenino                  | Femenino |
| Puesto | Nombre            | País               | Tiempo    | Nombre         | País                      | Tiempo   |
| ------ | ----------------- | ------------------ | --------- | -------------- | ------------------------- | -------- |
|        | Sergio Sarmiento  | Bandera de México  | 0:53:33   | Katie Hewison  | Bandera del Reino Unido   | 1:00:19  |
|        | Crisanto Grajales | Bandera de México  | 0:53:36   | Kaitlin Shiver | Bandera de Estados Unidos | 1:00:59  |
|        | Grégory Rouault   | Bandera de Francia | 0:53:49   | Lisa Perterer  | Bandera de Austria        | 1:00:56  |